# الألعاب البارالمبية الشتوية 2010
الألعاب البارالمبية الشتوية 2010 هي النسخة العاشرة من الألعاب البارالمبية بدأت في 12 مارس وانتهت في 21 مارس 2010 في فانكوفر، كندا بعد نجاح عرض المدينة في الحصول على شرف استضافة الألعاب البارلمبية، شارك 506 رياضي في منافسات هذه النسخة ومن 44 دولة. احتلت ألمانيا الصدارة في ترتيب الميداليات بعد فوزها ب13 ميداليات ذهبية.
كانت هذه المرة الأولى التي تستضيف فيها كندا دورة الألعاب البارالمبية الشتوية، والمرة الثانية التي تستضيف فيها الألعاب البارالمبية بشكل عام، حيث كانت المرة الأولى في دورة الألعاب البارالمبية الصيفية عام 1976 في تورونتو.
في 7 يونيو 2006، قام الأمير إدوارد، بصفته أحد أفراد العائلة المالكة الكندية وراعي الجمعية البريطانية للألعاب البارالمبية لذوي الاحتياجات الخاصة، برفع علم الألعاب البارالمبية أمام مجلس مدينة فانكوفر.

## تقديم العروض
كجزء من الاتفاقية الرسمية التي أُبرمت في عام 2001 بين اللجنة البارالمبية الدولية واللجنة الأولمبية الدولية، كان من المقرر أن الفائز باستضافة دورة الألعاب الأولمبية الشتوية 2010 سيكون أيضًا مضيفًا لدورة الألعاب البارالمبية الشتوية 2010. بعد الجولة الثانية والأخيرة من التصويت في الدورة 115 للجنة الأولمبية الدولية في براغ، جمهورية التشيك، مُنح حق استضافة دورة الألعاب الأولمبية الشتوية والألعاب البارالمبية الشتوية لعام 2010 إلى فانكوفر.
| المدينة     | الدولة         | الجولة 1 | الجولة 2 |
| فانكوفر     | كندا           | 40       | 56       |
| بيونغ تشانغ | كوريا الجنوبية | 51       | 53       |
| زالتسبورغ   | النمسا         | 16       | —        |

## التطوير والإعداد

### تتابع الشعلة
استُخدم نفس تصميم الشعلة (فضية مع شعار الألعاب البارالمبية) المستخدم في الألعاب الأولمبية في دورة الألعاب البارالمبية. في 3 مارس 2010، بدأت الشعلة رحلة مدتها 10 أيام من أوتاوا إلى فانكوفر.[11] شارك في التتابع حوالي ستمائة عداء لحمل الشعلة عبر عشر مدن كندية في ثلاث مقاطعات
- أوتاوا - 3 مارس

- مدينة كيبيك - 4 مارس

- تورنتو، أونتاريو - 5 مارس

- إسكيمالت، كولومبيا البريطانية وفيكتوريا، كولومبيا البريطانية - 6 مارس

- سكواميش، كولومبيا البريطانية - 7 مارس

- ويسلر، كولومبيا البريطانية - 8 مارس

- ليتون وهوب، كولومبيا البريطانية - 9 مارس

- فانكوفر (رايلي بارك) ومابل ريدج، كولومبيا البريطانية - 10 مارس

- فانكوفر (جامعة كولومبيا البريطانية)، كولومبيا البريطانية - 11 مارس

- فانكوفر، كولومبيا البريطانية - 12 مارس (تتابع 24 ساعة)

### الاماكن
قُسمت أماكن الألعاب البارالمبية الشتوية لعام 2010 بين فانكوفر وويسلر، كما هو الحال مع دورة الألعاب الأولمبية الشتوية لعام 2010.
أماكن المسابقة
| مكان                                | الموقع  | الرياضات                           | السعة | المراجع |
| ----------------------------------- | ------- | ---------------------------------- | ----- | ------- |
| مركز دوغ ميتشل ثندربيرد الرياضي     | فانكوفر | هوكي الجليد                        | 7,200 | [ 6 ]   |
| مركز فانكوفر الأولمبي / البارالمبي  | فانكوفر | الكيرلنغ على الكراسي المتحركة      | 6,000 | [ 7 ]   |
| ويسلر كريكسايد ‏                     | ويسلر   | التزلج على المنحدرات الثلجية       | 7,600 | [ 8 ]   |
| حديقة ويسلر لذوي الاحتياجات الخاصة ‏ | ويسلر   | البياثلون، التزلج الريفي على الثلج | 6,000 | [ 9 ]   |

أماكن لا تتعلق بالمسابقات
| مكان                                 | موقع    | هَدَف                       | المراجع |
| ------------------------------------ | ------- | ------------------------- | ------- |
| ملعب بي سي بليس                      | فانكوفر | مراسم الافتتاح            | [ 10 ]  |
| مركز البث الدولي                     | فانكوفر | مركز الإعلام (المذيع)     | [ 11 ]  |
| قرية فانكوفر الأولمبية والبارالمبية ‏ | فانكوفر | القرية البارالمبية        | [ 12 ]  |
| مركز ويسلر الإعلامي                  | ويسلر   | المركز الإعلامي           | [ 13 ]  |
| قرية ويسلر الأولمبية والبارالمبية ‏   | ويسلر   | القرية البارالمبية        | [ 14 ]  |
| ويسلر أوليمبيك سيبريفيلي بلازا       | ويسلر   | الجوائز والحفلات الختامية | [ 15 ]  |

## الألعاب

### مراسم الافتتاح
تحت شعار واحد يلهم الكثيرين، شارك في حفل الافتتاح أكثر من 5000 فنان محلي. وكان المتزلج على الجليد زاك بومونت البالغ من العمر خمسة عشر عامًا، وهو مبتور الساقين، حامل الشعلة الأخيرة وأضاء مرجل الألعاب. نُظم الحفل الذي استمر لمدة ساعتين على الهواء مباشرةً من قبل شركة باتريك روبيرج للإنتاج ومقرها فانكوفر.

### الدول المشاركة
شاركت أربع وأربعون لجنة بارالمبية وطنية (NPCs) رياضيين في دورة الألعاب البارالمبية الشتوية لعام 2010. ويمثل هذا العدد زيادة بخمسة متسابقين عن عدد المشاركين في دورة الألعاب البارالمبية الشتوية للمعاقين لعام 2006 والبالغ 39 متسابقًا. يشير الرقم الموجود بين قوسين إلى عدد المشاركين من كل لجنة بارالمبية وطنية.
- أندورا (2)[16]
- الأرجنتين (2)[16]
- أرمينيا (2)[16]
- أستراليا (11)[16]
- النمسا (19)[16]
- بيلاروس (9)[16]
- بلجيكا (1)[16]
- البوسنة والهرسك (1)[16]
- بلغاريا (3)[16]
- كندا (55)[16][17]
- تشيلي (2)[16]
- الصين (7)[16]
- كرواتيا (4)[16]
- جمهورية التشيك (19)[16][18]
- الدنمارك (2)[16]
- فنلندا (5)[16]
- فرنسا (21)[16]
- ألمانيا (20)[16][19]
- بريطانيا العظمى (12)[16]
- اليونان (2)[16][20]
- المجر (2)[16]
- آيسلندا (1)[16]
- إيران (1)[16]
- إيطاليا (35)[16][18][21]
- اليابان (42)[16][18]
- كازاخستان (1)[16]
- المكسيك (2)[16]
- منغوليا (2)[16]
- هولندا (1)[16]
- نيوزيلندا (2)[16]
- النرويج (27)[16]
- بولندا (12)[16][22]
- رومانيا (1)[16]
- روسيا (31)[16]
- صربيا (1)[16]
- سلوفاكيا (13)[16][23]
- سلوفينيا (1)[16]
- جنوب إفريقيا (1)[16]
- كوريا الجنوبية (25)[16][18]
- إسبانيا (5)[16]
- السويد (26)[16]
- سويسرا (15)[16]
- أوكرانيا (19)[16]
- الولايات المتحدة (50)[16]

شارك ما مجموعه 506 رياضي في الألعاب. ويمثل هذا العدد زيادة عن عدد الرياضيين الذين شاركوا في عام 2006 والبالغ 476 رياضيًا.
شاركت الأرجنتين ورومانيا في دورة الألعاب البارالمبية الشتوية لأول مرة، وكذلك البوسنة والهرسك. كما شاركت صربيا أيضاً لأول مرة في دورة الألعاب البارالمبية الشتوية كبلد مشارك في دورة الألعاب البارالمبية الشتوية بعد انفصالها عن الجبل الأسود.
الزيادة الإجمالية للوفود والرياضيين، لم ترسل لاتفيا، التي شاركت في تورينو في دورة الألعاب البارالمبية الشتوية 2006، رياضيين إلى فانكوفر.

### الرياضات
كانت خمس رياضات في برنامج 2010:
- التزلج على المنحدرات الثلجية (30) (تفاصيل)
- بياثلون (12) (تفاصيل)
- تزلج ريفي (20) (تفاصيل)
- هوكي الزلاجات (1) (تفاصيل)
- الكليرنغ على الكراسي المتحركة (1) (تفاصيل)

### الجدول الزمني
في هذا الجدول الزمني للألعاب البارالمبية الشتوية 2010، يمثل كل مربع أزرق اللون حدثًا تنافسيًا، مثل جولة التأهل، في ذلك اليوم. وتمثل المربعات الصفراء الأيام التي تقام فيها نهائيات الميداليات الذهبية لرياضة ما.
| ● | حفل الافتتاح |  | مسابقات الفعاليات | ● | نهائيات الفعاليات | ● | الحفل الختامي |

| مارس 2010                        | الجمعة 12 | السبت 13 | الأحد 14 | الإثنين 15 | الثلاثاء 16 | الأربعاء 17 | الخميس 18 | الجمعة 19 | السبت 20 | الأحد 21 | الميداليات الذهبية |
| -------------------------------- | --------- | -------- | -------- | ---------- | ----------- | ----------- | --------- | --------- | -------- | -------- | ------------------ |
| التزلج على على المنحدرات الثلجية |           |          | ●        | ●          | ●           | ●           | ●         | ●         | ●        |          | 30                 |
| بياثلون                          |           | ●        |          |            |             | ●           |           |           |          |          | 12                 |
| التزلج الريفي على الثلج          |           | ●        | ●        |            |             | ●           |           | ●         | ●        | 20       |                    |
| هوكي الجليد                      |           |          |          |            |             |             |           |           | ●        |          | 1                  |
| Wheelchair curling               |           |          |          |            |             |             |           |           | ●        |          | 1                  |
| مجموع الميداليات الذهبية         |           | 6        | 6        | 6          | 4           | 8           | 12        | 6         | 10       | 6        | 64                 |
| الاحتفالات                       | ●         |          |          |            |             |             |           |           |          | ●        |                    |

### عدد الميداليات
فيما يلي أسماء الدول العشر الأوائل من حيث عدد الميداليات الذهبية.مع تسليط الضوء على الدولة المضيفة، كندا.
  *   البلد المضيف (مضيف)
| المرتبة | فريق                   | ذهبية | فضية | برونزية | المجموع |
| ------- | ---------------------- | ----- | ---- | ------- | ------- |
| 1       | ألمانيا (GER)          | 13    | 5    | 6       | 24      |
| 2       | روسيا (RUS)            | 12    | 16   | 10      | 38      |
| 3       | كندا (CAN)*            | 10    | 5    | 4       | 19      |
| 4       | سلوفاكيا (SVK)         | 6     | 2    | 3       | 11      |
| 5       | أوكرانيا (UKR)         | 5     | 8    | 6       | 19      |
| 6       | الولايات المتحدة (USA) | 4     | 5    | 4       | 13      |
| 7       | النمسا (AUT)           | 3     | 4    | 4       | 11      |
| 8       | اليابان (JPN)          | 3     | 3    | 5       | 11      |
| 9       | بيلاروس (BLR)          | 2     | 0    | 7       | 9       |
| 10      | فرنسا (FRA)            | 1     | 4    | 1       | 6       |
| المجموع | المجموع                | 59    | 52   | 50      | 161     |

### اكتساح المنصة التتويج
| التاريخ | الرياضة                  | المنافسات                                             | NOC   | الذهبية        | الفضية            | البرونزية         | المراجع |
| ------- | ------------------------ | ----------------------------------------------------- | ----- | -------------- | ----------------- | ----------------- | ------- |
| 17 مارس | بياثلون                  | سباق 12.5 كم للرجال                                   | روسيا | ايريك زاريبوف ‏ | فلاديمير كيسيليف ‏ | رومان بيتوشكوف ‏   | [ 29 ]  |
| 21 مارس | التزلج الريفي على الثلج ‏ | سباق العدو السريع الكلاسيكي للرجال 1 كم جلوس كلاسيكي ‏ | روسيا | سيرجي شيلوف ‏   | ايريك زاريبوف ‏    | فلاديمير كيسيليف ‏ | [ 30 ]  |